# Agrochola wautieri
Agrochola wautieri är en fjärilsart som beskrevs av Claude Dufay 1975. Agrochola wautieri ingår i släktet Agrochola och familjen nattflyn. Inga underarter finns listade i Catalogue of Life.